# San Vicente Lachixío
San Vicente Lachixío là một đô thị thuộc bang Oaxaca, México. Năm 2005, dân số của đô thị này là 3154 người.